# Alan Oversby
Alan Oversby (* 20. Februar 1933 in Liverpool; † 8. Mai 1996 in London) war eine der Hauptfiguren in der Entwicklung des zeitgenössischen Piercing in Europa. Er war auch unter seinem Künstlernamen Mr. Sebastian als Father of British Body Piercing und Piercing Guru bekannt.

## Karriere
Nach dem Studium und einer Tätigkeit als Kunstlehrer, verließ Alan Oversby seinen ursprünglichen Beruf, um ein Tätowier- und Piercingstudio zu eröffnen. Von seinem Studio in London aus förderte er sowohl das Tätowieren als auch das Piercing besonders innerhalb der  Schwulenszene und Ledergemeinschaft. Er war ein enger Freund sowohl von Doug Malloy als auch von Jim Ward. Malloy lud ihn nach Los Angeles ein und besuchte ihn, zusammen mit Ward und „Sailor“ Sid Diller, in London. Diese Zusammentreffen waren  mit entscheidend für die globale Verbreitung der Techniken und Technologien, die beim zeitgenössischen Piercing verwendet werden.
Oversby führte einen Großteil der Tätowierungen und Piercings an Psychic TV Musikern Genesis P-Orridge und Paula P-Orridge durch.

„Mit der Zurschaustellung von Intimpiercings auf der Bühne und in Publikationen, der Piercing-Ikonografie des Covers von Dreams less sweet und der Zusammenarbeit mit dem Piercing-Aktivisten Alan Oversby (Mr. Sebastian, Sprecher auf Force the hands of chance und Roman P./Neurology) nahm die Band in den 1980ern schon Themen der Körpermodifikation vorweg, die P-Orridge später noch weiter in den Mittelpunkt rücken würde.“

Alan Oversby war auch musikalisch tätig. Sein Gesang wurde in dem Psychic TV-Track Message from The Temple verwendet, der auf dem Album „Force the Hand of Chance“ erschien.

## Wissenschaft
- Matt Lodder, PhD Senior Lecturer in Art History and Theory, and Director of American Studies at the University of Essex: Mr Sebastian, Operation Spanner, and the Queer Histories of Body Piercing